# بهربیگ (ورزقان)

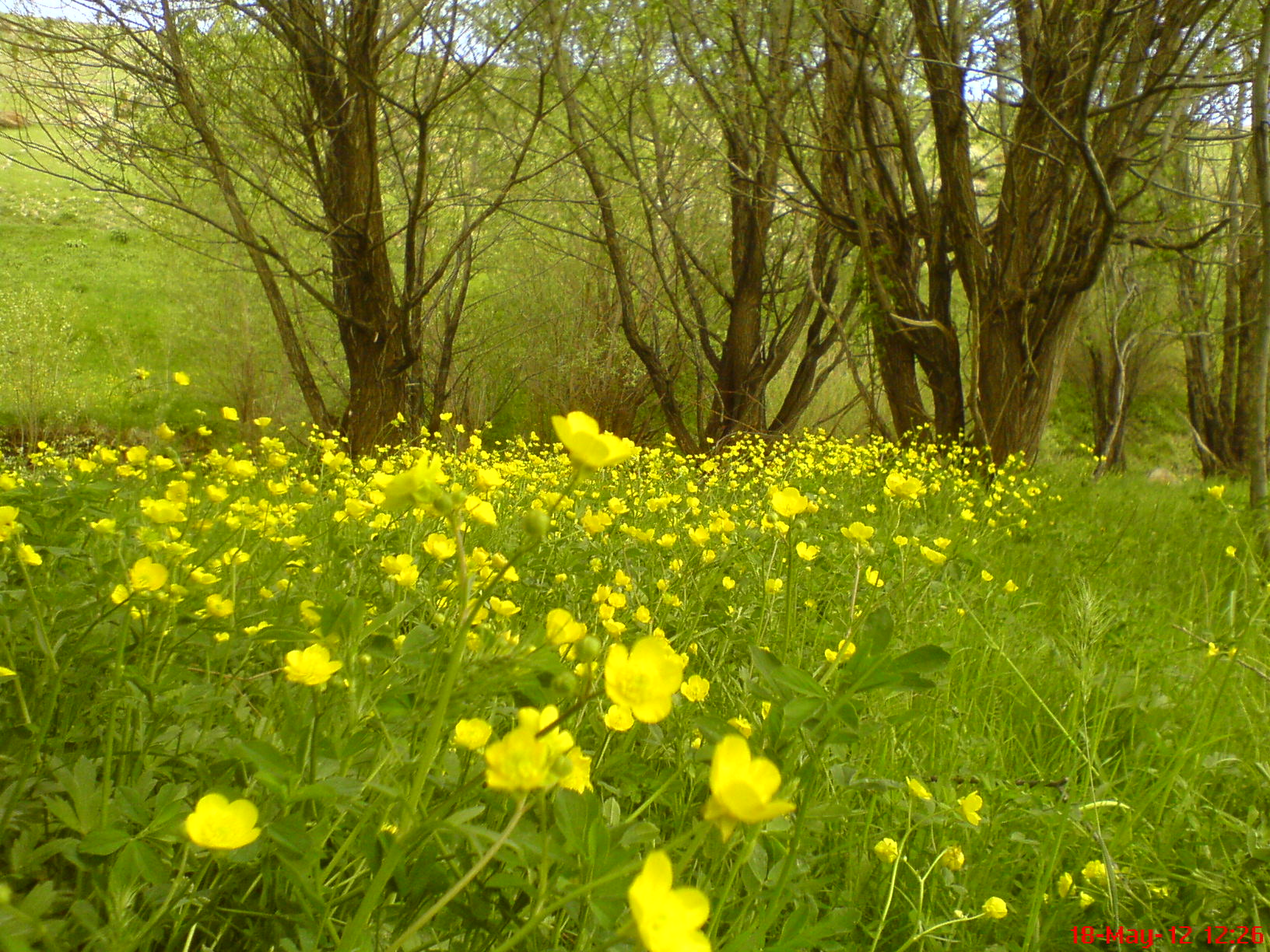
نمایی از روستای بهربیگ در شهرستان ورزقان - اردیبهشت ۱۳۹۱

بهربیگ یکی از روستاهای استان آذربایجان شرقی است که در دهستان سینا بخش مرکزی شهرستان ورزقان واقع شده‌است.بر اساس سرشماری سال ۱۳۸۵ این روستا ۲۲ خانوار و ۱۰۸ نفر جمعیت دارد.